# Susanna Tausendfreund

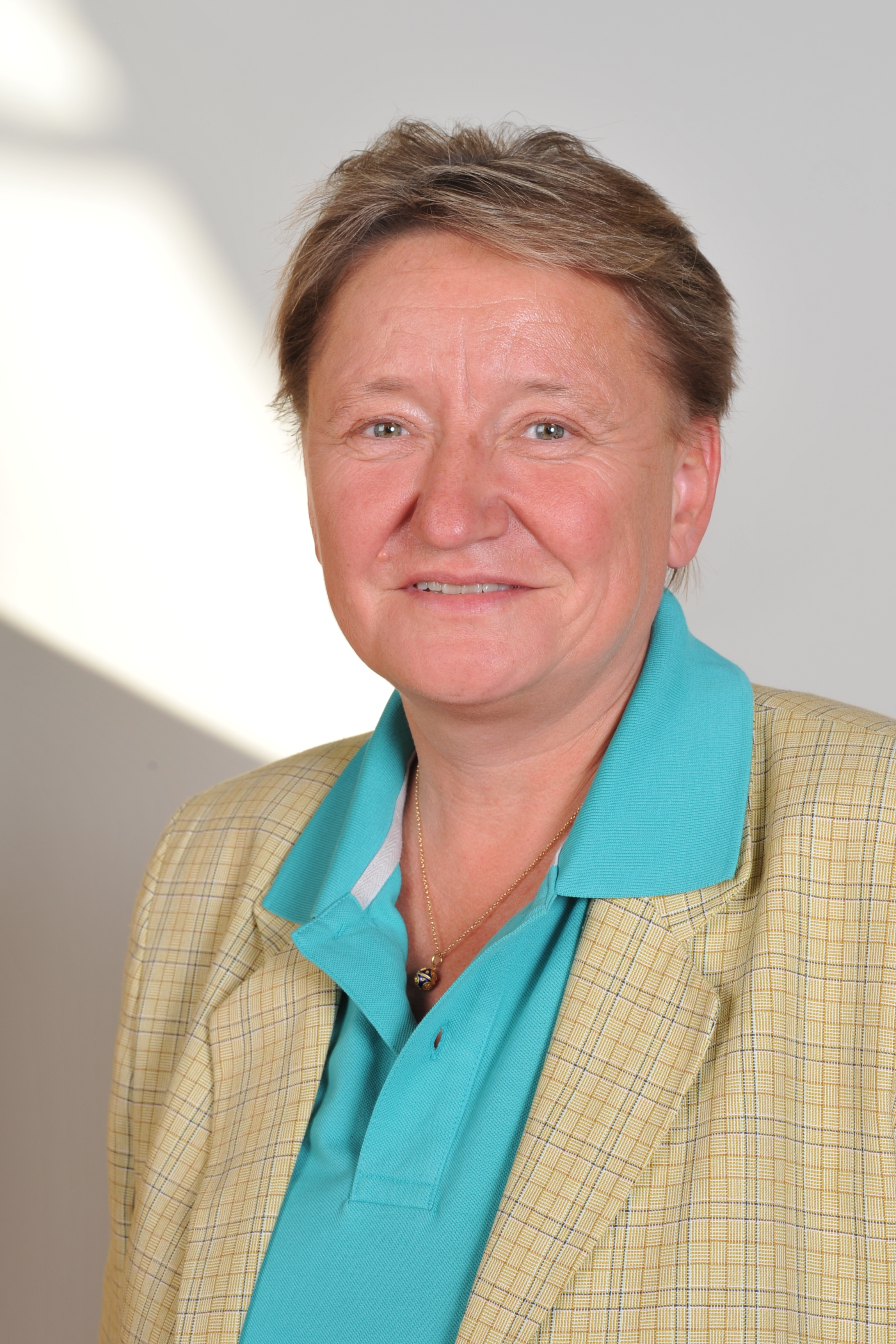
Susanna Tausendfreund (2012)

Susanna Tausendfreund (* 24. April 1963 in München) ist eine bayerische Rechtsanwältin, Politikerin (Bündnis 90/Die Grünen) und Erste Bürgermeisterin von Pullach im Isartal.

## Leben
Tausendfreund besuchte die Grundschule Pullach und anschließend das Gymnasium Pullach bis zum Abitur. Sie studierte Jura an der LMU München, leistete ihre Referendarzeit in München und legte dort auch ihr Staatsexamen ab. Danach arbeitete sie als Rechtsanwältin.
Tausendfreund trat 1982 den Grünen bei. 1984 wurde Susanna Tausendfreund mit 21 Jahren erstmals in den Pullacher Gemeinderat gewählt – und zog zeitgleich in den Kreistag ein. Als Kreisrätin wurde sie bis heute ohne Unterbrechung wiedergewählt. Sie übte von 1990 bis 1998 das Amt der Fraktionsvorsitzenden aus. In der Amtszeit 2008–2014 war sie Stellvertreterin der Landrätin des Landkreises München, Johanna Rumschöttel. Seit Mai 2014 ist sie eine von vier weiteren Stellvertretern von Landrat Christoph Göbel.
Von 1996 bis 1998 war Tausendfreund Mitglied im Vorstand der Petra-Kelly-Stiftung. Derzeit ist sie Mitglied im Vorstand der kommunalpolitischen Vereinigung der bayerischen Grünen „Grüne und Alternative in den Räten Bayerns (GRIBS)“, die sie seit 1986 mit aufgebaut hat.
Bei der Landtagswahl 1998 wurde Tausendfreund über die oberbayerische Bezirksliste erstmals in den Bayerischen Landtag gewählt. Dort war sie grünes Mitglied im Ausschuss für Kommunale Fragen und Innere Sicherheit.
Des Weiteren war sie Mitglied der Richter-Wahl-Kommission. Die Grünen entsandten sie in den 2001 eingesetzten Untersuchungsausschuss „Prüfung etwaiger unzulässiger staatlicher Einflussnahme seitens bayerischer Amtsträger auf die strafrechtlichen Ermittlungen gegen Karlheinz Schreiber u. a.“ und  wählten sie zur innen-, kommunal- und wohnungspolitischen Sprecherin. Dem Landtag gehörte sie bis 2003 sowie von 2008 bis 2013 erneut an.
In der Periode 2008–2013 war Tausendfreund Innenpolitische Sprecherin der Landtagsfraktion und Mitglied des Ausschusses für Verfassung, Recht, Parlamentsfragen und Verbraucherschutz, des Ausschusses für Kommunale Fragen und Innere Sicherheit, des Parlamentarischen Kontrollgremiums, der Richter-Wahl-Kommission des Landtages sowie des Untersuchungsausschusses zur Aufklärung der Neonazi-Mordserie und möglichen Behördenversagens (siehe NSU-Mordserie).
Bei der Landtagswahl 2013 verlor Tausendfreund ihr Mandat und gehört somit nicht mehr dem bayerischen Landtag an. Am 30. März 2014 wurde sie in der Stichwahl gegen Andreas Most (CSU) mit 69,96 % der Stimmen zur Bürgermeisterin von Pullach gewählt und am 29. März 2020 bei einer Stichwahl gegen Christine Eisenmann (CS) mit 53,39 % der Stimmen im Amt bestätigt.
In dieser Funktion ist Tausendfreund zudem erste Vorsitzende der Volkshochschule in Pullach, Vorsitzende des Zweckverbands Otfried-Preußler-Gymnasium, Mitglied der Gesellschafterversammlung und im Aufsichtsrat der Wohnungsbaugesellschaft Pullach im Isartal mbH sowie Vorsitzende des Verwaltungsrates des Kommunalunternehmens VBS (Versorgungs-, Bau- und Servicegesellschaft). Darüber hinaus gehört sie der Mitgliederversammlung des Vereins zur „Sicherstellung überörtlicher Erholungsflächen in den Landkreisen um München“ an.
Seit 2014 ist Tausendfreund zudem Mitglied im Vorstand des Bayerischen Städtetags.  sowie Mitglied im Vorstand des Bayerischen Gemeindetags, Landkreis München. Im Juli 2014 initiierte sie in Pullach die Gründung des ehrenamtlichen Helferkreises für Flüchtlinge und Integration.
Sie war verheiratet mit Odilo Helmerich, einem 2018 verstorbenen pensionierten Gymnasiallehrer und SPD-Kommunalpolitiker.
Tausendfreund interessiert sich für Zauberei und ist Mitglied im Magischen Zirkel von Deutschland.

## Auszeichnungen
- Der Landkreis ehrte Tausendfreund für „25 Jahre kommunalpolitisches Engagement im Landkreis München“. Die Ehrung erfolgte 2009, also nach 27 Jahren aktiver Kreispolitik.
- Am 1. Juni 2015 erhielt Tausendfreund die Kommunale Verdienstmedaille des Freistaates Bayern in Bronze.
- Am 15. Mai 2018 wurde Tausendfreund für ihr außerordentliches Engagement mit dem Ehrenring des Landkreises München ausgezeichnet. Die Ehrung fand im Wolfschneiderhof in Taufkirchen statt. Insgesamt darf der Kreistag 29 Ehrenringe an verdiente Landkreisbürgerinnen und -bürger vergeben.